# الشتورة (حبيش)

تعديل مصدري - تعديل

الشتورة هي إحدى قرى عزلة بني الضاحتين بمديرية حبيش التابعة لمحافظة إب، بلغ تعداد سكانها 659 نسمة حسب تعداد اليمن لعام 2004.